# Campanule gantelée
Campanula trachelium
Espèce
Classification phylogénétique
La Campanule gantelée (Campanula trachelium), Campanule à feuilles d'ortie ou ortie bleue est une plante herbacée vivace de la famille des Campanulacées.

## Description

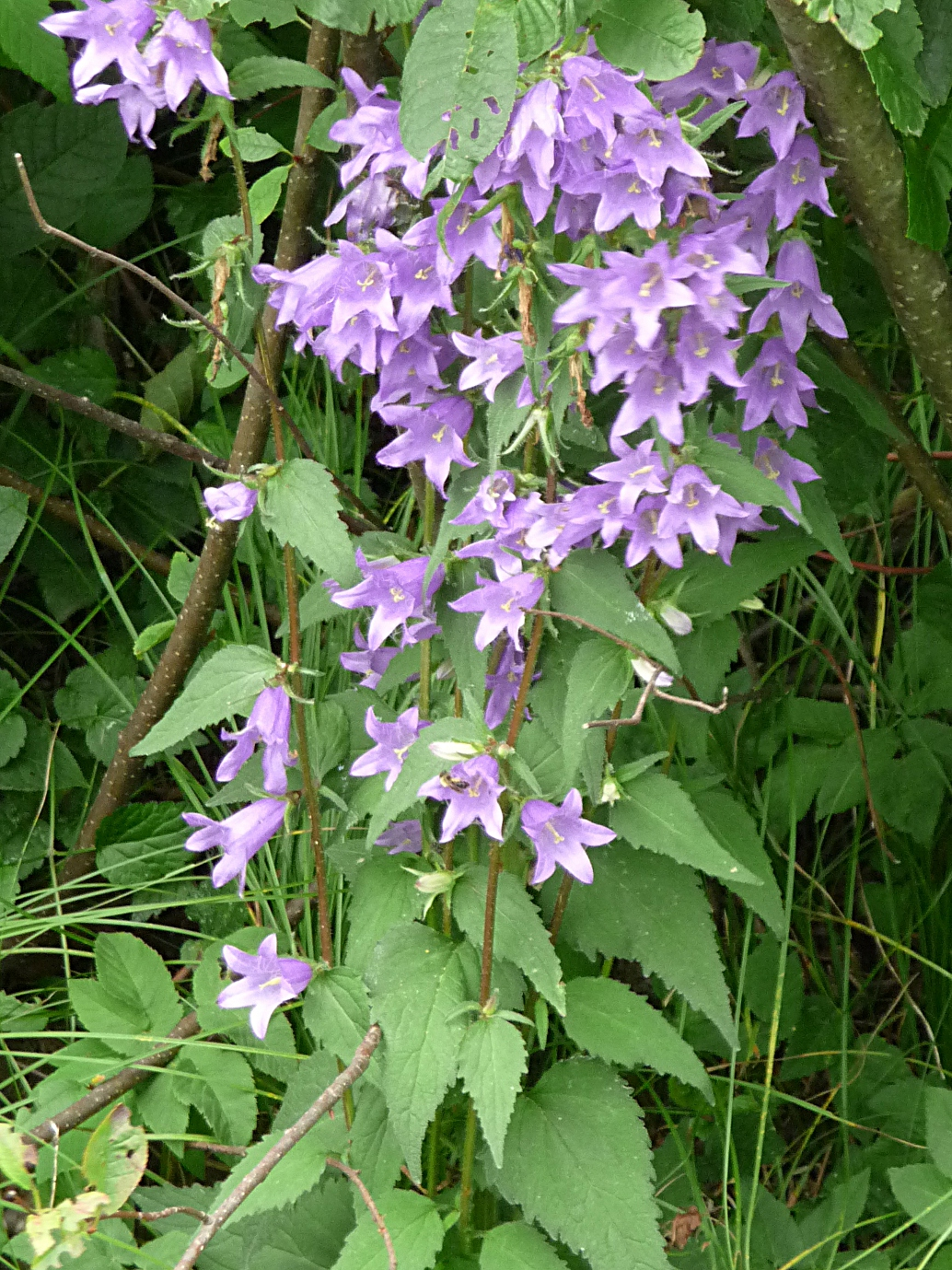
Campanule gantelée

Plante haute de 30 cm à 1 m couverte de poils rudes. Feuilles dentées, celles de la base pétiolées, en forme de cœur, celles de la tige plus petites, sessiles, lancéolées. Fleurs nombreuses bleu-violet, souvent groupées par 2 ou 3, pétales soudés en cloche à partie libre allongée, calice velu, 5 étamines libres. Floraison de mai à septembre.

## Habitat
Forêts de feuillus, broussailles, pelouses ombragées jusqu'à 1 500 m d'altitude en montagne.